# Coelalysia maculiceps
Coelalysia maculiceps är en stekelart som först beskrevs av Cameron 1912.  Coelalysia maculiceps ingår i släktet Coelalysia och familjen bracksteklar. Inga underarter finns listade i Catalogue of Life.